# Ошак
Ошак (каз. Ошақ) — село в Шортандинском районе Акмолинской области Казахстана. Входит в состав Новоселовского сельского округа. Код КАТО — 116845600.

## География
Село расположено в восточной части района, на расстоянии примерно 46 километров (по прямой) к востоку от административного центра района — посёлка Шортанды, в 2 километрах к северу от административного центра сельского округа — села Новосёловка.
Абсолютная высота — 298 метров над уровнем моря.
Ближайшие населённые пункты: село Новосёловка — на юге, посёлок Жолымбет — на юго-востоке, село Каражар — на западе.
Южнее села проходит автодорога областного значения — КС-4 «Жолымбет — Шортанды — Пригородное».

## Население
В 1989 году население села составляло 345 человек (из них немцы — 40%, русские — 30%).

В 1999 году население села составляло 246 человек (131 мужчина и 115 женщин). По данным переписи 2009 года, в селе проживали 222 человека (108 мужчин и 114 женщин).
| Численность населения | Численность населения | Численность населения |
| 1989                  | 1999                  | 2009                  |
| --------------------- | --------------------- | --------------------- |
| 345                   | ↘246                  | ↘222                  |

## Улицы[6]
- ул. Бирлик
- ул. Жасылды
- ул. Желтоксан